# غاما، القطاع الفدرالي
غاما (بالبرتغالية: Gama‏) هي منطقة إدارية في القطاع الفدرالي في البرازيل.

## أعلام
- فيليبي نونيز
- ريكاردو كاكا
- جويليرم شيتين